# De eindafrekening 1988
De eindafrekening 1988 is de lijst van nummers die het tijdens het jaar 1988 het best hebben gedaan in de Afrekening, de wekelijkse lijst van Studio Brussel.
| Nummer | Artiest              | Titel                                             |
| ------ | -------------------- | ------------------------------------------------- |
| 1      | Tracy Chapman        | Fast Car                                          |
| 2      | Womack & Womack      | Teardrops                                         |
| 3      | Sting                | An Englishman in New York                         |
| 4      | The Scabs            | Halfway Home                                      |
| 5      | Sinéad O'Connor      | Mandinka                                          |
| 6      | INXS                 | New Sensation                                     |
| 7      | U2                   | Desire                                            |
| 8      | Sam Brown            | Stop                                              |
| 9      | Terence Trent D'Arby | Sign Your Name                                    |
| 10     | Crowded House        | Better Be Home Soon                               |
| 11     | Morrissey            | Suedehead                                         |
| 12     | Midnight Oil         | Beds Are Burning                                  |
| 13     | Phil Collins         | A groovy kind of love                             |
| 14     | Mory Kanté           | Yéké yéké                                         |
| 15     | The Wolf Banes       | As The Bottle Runs Dry                            |
| 16     | Prince               | Alphabet St.                                      |
| 17     | Eddy Grant           | Gimme Hope Jo'anna                                |
| 18     | The Pogues           | Fiësta                                            |
| 19     | INXS                 | Never Tear Us Apart                               |
| 20     | The Sisters of Mercy | Dominion                                          |
| 21     | INXS                 | Need You Tonight                                  |
| 22     | Won Ton Ton          | Hey Marlene                                       |
| 23     | Sting                | Fragile                                           |
| 24     | The Sugarcubes       | Deus                                              |
| 25     | T'Pau                | China in Your Hand                                |
| 26     | Soulsister           | The Way To Your Heart                             |
| 27     | Prince               | Glam Slam                                         |
| 28     | The Smiths           | Stop Me If You Think You've Heard This One Before |
| 29     | Sinéad O'Connor      | Troy                                              |
| 30     | Michael Jackson      | Dirty Diana                                       |

1985 · 1986 · 1987 · 1988 · 1989 · 1990 · 1991 · 1992 · 1993 · 1994 · 1995 · 1996 · 1997 · 1998 · 1999 · 2000 · 2001 · 2002 · 2003 · 2004 · 2005 · 2006 · 2007 · 2008 · 2009 · 2010 · 2011 · 2012 · 2013 · 2014